# Ulrike Hilpert-Zimmer
Ulrike Hilpert-Zimmer (* 8. März 1964) ist eine deutsche Juristin und Richterin. Von 2013 bis 2019 war sie stellvertretendes Mitglied des Verfassungsgerichtshofs des Saarlandes.

## Beruflicher Werdegang
Seit 1995 ist Ulrike Hilpert-Zimmer Richterin am Amtsgericht Saarbrücken.  
Am 26. Juni 2013 wurde die Juristin auf Vorschlag des Landtagspräsidiums vom 20. Juni 2013 als stellvertretendes Mitglied an den Verfassungsgerichtshof des Saarlandes gewählt und vereidigt. Ihre Amtszeit endete 2019. 

## Ämter und Mitgliedschaften
- Mitglied im erweiterten Presbyterium der protestantischen Kirchengemeinde Bexbach (Stand 2020)[2]